# Hypsochila argyrodice
Hypsochila argyrodice är en fjärilsart som först beskrevs av Otto Staudinger 1899.  Hypsochila argyrodice ingår i släktet Hypsochila och familjen vitfjärilar. Inga underarter finns listade i Catalogue of Life.